# 埼玉 (小惑星)
埼玉（さいたま、5618 Saitama）は小惑星帯に位置する小惑星。滋賀県多賀町の民間天文台、ダイニックアストロパーク天究館で杉江淳が発見した。
埼玉県から命名された。